# Burmannia sphagnoides
Burmannia sphagnoides ist eine blattgrünlose Pflanzenart aus der Familie der Burmanniaceae.

## Beschreibung
Burmannia sphagnoides ist eine ausdauernde, blattgrünlose, durchgehend weißliche, unverzweigt bis selten verzweigt wachsende krautige Pflanze, die eine Wuchshöhe von zur Blütezeit rund 2,8 bis 4 Zentimeter erreicht. Der Stängel ist verdickt fadenförmig und sukkulent. Sie ist mykotroph. Das Rhizom ist zylinderförmig, aufrecht und 1,1 bis 1,5 (selten 0,75 bis 2,6) Zentimeter lang und dicht mit zweizeilig angeordneten, eiförmig-lanzettlichen Schuppenblättern besetzt. Die Wurzeln sind faserig und kurz. Die Blätter stehen dicht am Ansatz und zum äußeren Ende hin lichter, die Blätter am Ansatz sind 4,7 bis 7,2 Millimeter lang und 3 bis 4 Millimeter breit, die Blätter am Stängel ähnlich, aber schmaler, sie sind 4,5 bis 6,8 Millimeter lang und 2,5 bis 3,2 Millimeter breit. Die Tragblätter sind eiförmig-lanzettlich, spitz zulaufend und 5 bis 8 Millimeter lang.
Der kopfige Blütenstand besteht aus drei bis acht Blüten. Die ungestielten Blüten sind 8,5 bis 10,6 Millimeter lang und kleistogam mit weißer verdickter Krone. Die Blütenröhre ist zylindrisch und rund 4 Millimeter lang, Flügel sind nicht vorhanden. Die 2 bis 2,4 Millimeter langen äußeren Blütenlappen sind breit dreieckig, aufrecht und fleischig verdickt mit einem zugespitzten äußeren Ende. Die inneren sind länglich-rund bis kreisförmig, stumpf bis rundlich, fleischig verdickt und rund 1 Millimeter lang. Die Staubfäden sind ungestielt und setzen im Blütenschlund genau unterhalb der inneren Blütenlappen an, das Konnektiv ist barrenförmig und weist zwei kurze, seitliche Arme auf, die die Thecae tragen, ein Sporn fehlt. Der Griffel ist so lang wie die Kronröhre und verdickt fadenförmig, an seinem Ende stehen die drei annähernd ungestielten, trichterförmigen Narben.
Die Fruchtknoten sind annähernd kugelförmig und 5 Millimeter lang und 5 Millimeter breit. Die annähernd kugelförmige Kapsel ist 5 bis 5,5 Millimeter lang, die Samen sind zahlreich und annähernd kugelförmig.

## Verbreitung
Burmannia sphagnoides ist beheimatet im westlichen Borneo, auf Sumatra und auf der Malaiischen Halbinsel in Höhenlagen zwischen 160 und 900 Meter. Sie findet sich in sehr alten sekundären Dipterocarpaceen-Mischwäldern auf Boden oder totem Laub.

## Systematik
Die Art wurde 1877 von Odoardo Beccari erstbeschrieben.

## Nachweise
Fußnoten direkt hinter einer Aussage belegen diese einzelne Aussage, Fußnoten direkt hinter einem Satzzeichen den gesamten vorangehenden Satz. Fußnoten hinter einer Leerstelle beziehen sich auf den kompletten vorangegangenen Text.
1. 1 2 3 4 5  Dianxiang Zhang: Systematics of Burmannia L. (Burmanniaceae) in the Old World, S. 44, in: Hong Kong University Theses Online, Thesis (Ph.D.), University of Hong Kong, 1999
2. ↑  Rafaël Govaerts (Hrsg.): Burmannia - World Checklist of Selected Plant Families des Royal Botanic Gardens, Kew. Zuletzt eingesehen am 24. Juni 2018.